# Elżbieta (postać biblijna)

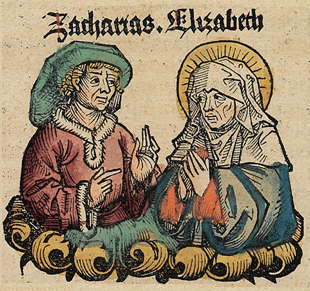
Elżbieta i Zachariasz w Liber Chronicarum (1493).

Elżbieta, sprawiedliwa (zm. w I wieku) – matka Jana Chrzciciela, żona kapłana Zachariasza i krewna Marii z Nazaretu, święta Kościoła katolickiego i prawosławnego, koptyjskiego, ewangelicznego i ormiańskiego.

## Żywot świętej
Wraz z mężem mieszkała niedaleko Jerozolimy, według tradycji w miejscowości Ain Karim. Urodziła dziecko mimo podeszłego wieku po tym, jak Zachariaszowi objawił się anioł w Świątyni Jerozolimskiej.
Sprawiedliwa Elżbieta zmarła czterdzieści dni po swym mężu, a św. Jan Chrzciciel, ochraniany przez Boga, przebywał na pustyni aż do dnia swego pojawienia się narodowi izraelskiemu.

## Kult
Według tradycji cerkiewnej ciało Zachariasza odnaleziono w 415 roku i przewieziono do Konstantynopola, natomiast o relikwiach Elżbiety nic nie wiadomo.
W ikonografii święci: Elżbieta i Zachariasz, przedstawiani są prawie zawsze razem. Występują w cyklach poświęconych Janowi Chrzcicielowi, głównie w scenach zwiastowania Zachariasza o narodzeniu Jana, odwiedzin Maryi Panny oraz w scenie, gdy Zachariasz pisze imię Jan.
Wspomnienie liturgiczne św. Elżbiety i św. Zachariasza w Kościele katolickim obchodzone jest wspólnie 23 września (według rzymskiego kalendarza). Wcześniej, przez wieki, obchodzone było 5 listopada.
Cerkiew prawosławna wspomina sprawiedliwych świętych 5/18 września, tj. 18 września według kalendarza gregoriańskiego.